# Décseipataktanya
Décseipataktanya románul: Valea Cireșoii, falu Romániában, Erdélyben, Kolozs megyében.

## Fekvése
Szentmargita közelében fekvő település.

## Története
Décseipataktanya korábban Szentmargita része volt. 1956 körül vált külön településsé 82 lakossal. 1966-ban 70 lakosából 2 román, 68 magyar, 1977-ben 56 lakosából 2 román, 54 magyar, 1992-ben 19 lakosából 1 román, 18 magyar, a 2002-es népszámláláskor 12 magyar lakosa volt.